# Fáskerti Tibor
Fáskerti Tibor, Fáskerty (Arad, 1899. április 13. – Bukarest, 1964. június 8.) magyar író, közíró, újságíró. Balla Erzsébet férje, Fáskerthy György apja.

## Életútja
A magyarországi Gyulán érettségizett, majd a budapesti egyetemen folytatott jogi és bölcsészeti tanulmányokat. 1918 októberétől a KMP tagja, részt vett a Galilei Kör direktóriumában, 1919-ben a Vörös Hadsereg politikai megbízottja. A kommün bukása után visszatért Aradra. 
Első cikkei a budapesti Szabad Gondolatban és a Vörös Lobogóban jelentek meg; az 1920-as évek elején az Aradi Tükör című hetilap munkatársa, 1924–25-ben az Aradi Munkás szerkesztője; több más rövid életű aradi (Film, 1922; Fekete Macska, 1923; Kút, 1930) és temesvári lap (Képes Világkrónika szerkesztésében és kiadásában is részt vett, 1922-23-ban a Máramaros című napilapon találjuk a nevét. 1928–29-ben az aradi Virradat c. kommunista irányzatú napi-, majd hetilap felelős szerkesztője. 
1928-ban sajtó útján elkövetett lázítás címén perbe fogták, s 1931-ben a várható súlyos ítélet jogerőssé válása előtt Budapestre emigrált, ahonnan 1939-ben mint "nemkívánatos idegen"-t kiutasították. Családjával visszatért Aradra, s törvényszéki riporterként dolgozott. Közírói pályafutása alatt a Napkelet, Brassói Lapok, Korunk, Consum, a budapesti Világirodalmi Szemle és 100% munkatársa.

## Munkái
- Délibáb (elbeszélések, Arad, 1924)
- Bevezetés 1. a filozófiáról általában, 2. az értelem és kategóriái, 3. a tudat és öntudat, 4. a tudományok felosztása (Arad, 1930)
- Irányított gazdálkodás (Budapest, 1934)
- Demokráciánk a választások mérlegén (Fáskerthy Györggyel, Arad, 1946)